# Pikku-Kopatti
Pikku-Kopatti eller Kopattijärvi är en sjö i Finland. Den ligger i kommunen Kuusamo i landskapet Norra Österbotten, i den nordöstra delen av landet, 700 km norr om huvudstaden Helsingfors. Pikku-Kopatti ligger 253,3 meter över havet. Den är 11,37 meter djup. Arean är 56,7 hektar och strandlinjen är 6,65 kilometer lång. Sjön  ingår i Kems huvudavrinningsområde. 